# Uszogorszk
Uszogorszk (oroszul: Усогорск) városi jellegű település Oroszországban, Komiföld Udor járásában.
Lakossága: 5343 fő (a 2010. évi népszámláláskor).

## Fekvése
Komiföld nyugati részén, Sziktivkartól kb. 270 km-re, az Usz (a Mezeny mellékfolyója) partján fekszik, Koszlan járási székhelytől 15 km-re. A települést, illetve a szomszédos Koszlant vasúti szárnyvonal köti össze Mikuny vasúti csomóponttal, és közút vezet dél felé Ajkinóba, azon át a köztársaság fővárosába, Sziktivkarba.

## Története
Nemzetközi szerződés keretében az 1960-as évek végétől bolgár munkások folytattak fakitermelést az Udor járás erdőségeiben. Részükre és közreműködésükkel három település épült, elsőként a legnagyobb, Uszogorszk. (A másik két település: Blagojevo – Vengyinga mellett – és Mezsdurecsenszk). A kitermelt fát Bulgáriába exportálták. 
Erre a célra létesítették a Kotlasz–Vorkuta vasúti fővonalból leágazó Mikuny–Koszlan szárnyvonalat. (Ebből a Vaska folyón fekvő Vengyingába is építettek egy rövid leágazást). A szárnyvonal építése 1963-ban kezdődött, 1968 elején haladt át rajta az első szerelvény.
Uszogorszk 1971-ben városi jellegű település rangot kapott. Néhány utcából, négyemeletes lakóházakból és a szükséges kommunális, egészségügyi, oktatási, kulturális létesítményekből áll.